# Mai Thi Nguyen-Kim
 (mai 2021).
L'article doit être relu — et modifié si nécessaire — par des contributeurs indépendants pour apporter un regard critique aux contributions effectuées en violation des conditions d'utilisation de Wikipédia, tant sur la forme (notamment concernant le style encyclopédique, la proportionnalité) que sur le fond (la neutralité de point de vue, la qualité et l'indépendance des sources).
 (octobre 2019).
Pour les articles homonymes, voir Nguyen Kim.
Mai Thi Nguyen-Kim, née le 7 août 1987 à Heppenheim en Allemagne est une chimiste, journaliste scientifique, présentatrice de télévision, autrice, YouTubeuse allemande. Elle et membre du conseil d'administration de la Société Max-Planck pour le développement des sciences depuis juin 2020.

## Biographie

### Jeunesse et formation
Née de parents vietnamiens, Mai Thi Nguyen-Kim, effectue sa scolarité secondaire au  Bergstraßen-Gymnasium de Hemsbach. En 2012, elle obtient un diplôme en chimie de l'université Johannes Gutenberg de Mayence et du Massachusetts Institute of Technology (MIT). À partir de 2012, elle est doctorante à l'université d'Aix-la-Chapelle, à l'Université Harvard et à l'Institut Fraunhofer. En 2017, elle est docteur de l'université de Potsdam avec une thèse sur les hydrogels physiques à base de polyuréthane (Physikalische Hydrogele auf Polyurethan-Basis). 

### Enseignement des sciences

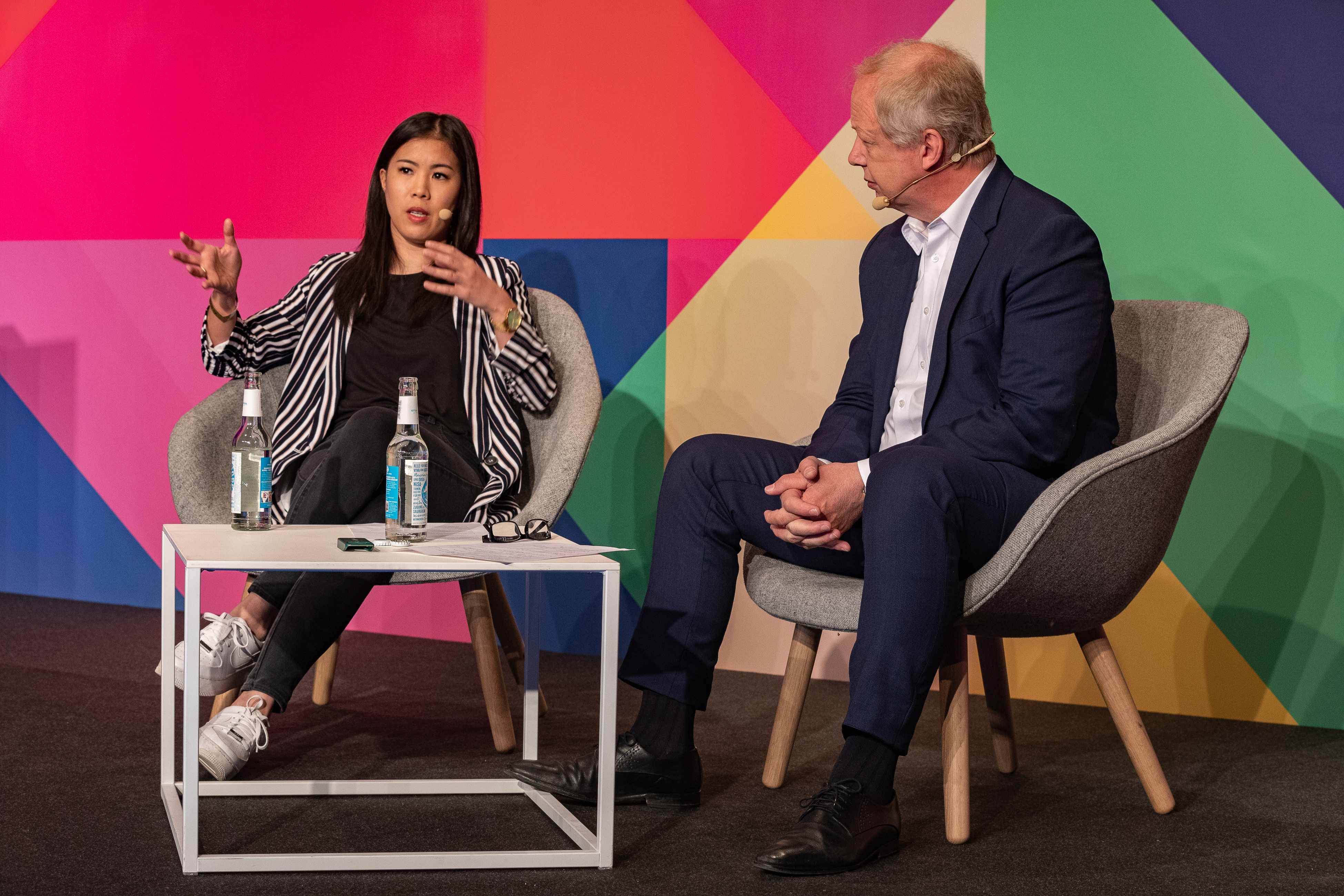
Nguyen-Kim avec Tom Buhrow à la Media Convention Berlin 2019

En 2015, Nguyen-Kim lance la chaîne YouTube The Secret Life of Scientists pour remettre en question les stéréotypes des scientifiques et vulgariser des sujets scientifiques pour le jeune public,. En outre, en octobre 2016, sa chaîne YouTube schönschlau a été mise en ligne, produite par Funk, une offre conjointe des diffuseurs allemands ARD et ZDF pour les jeunes et les jeunes adultes,. Elle a parfois animé la chaîne Auf Klo et des vidéos d'apprentissage de la chimie au format mussewissen produites pour Funk. La chaîne schönschlau est renommée maiLab en 2018 et comptait plus d'un million d'abonnés au début du mois de septembre 2020. maiLab est produit par le Südwestrundfunk pour Funk.
Nguyen-Kim est modératrice du projet WiD « Die Debatte » et, avec Harald Lesch et Philip Häusser, fait partie de l'équipe Terra X Lesch & Co. En alternance avec Ralph Caspers (également avec Ranga Yogeshwar jusqu'à son départ en novembre 2018), elle anime le programme Quarks sur le WDR depuis début mai 2018. Elle est également une militante de Scientifiques pour l'avenir.
Son livre Komisch, alles chemisch!, publié en mars 2019, figure sur la liste des best-sellers de Spiegel depuis novembre 2019.
Début avril 2020, MaiLab a atteint plus de quatre millions de vues en quatre jours avec une vidéo sur la pandémie de coronavirus et est parfois le numéro 1 des tendances YouTube en Allemagne. À la mi-avril, elle analyse la communication de virologues connus dans une autre vidéo. Cette vidéo est également entrée dans les tendances YouTube en Allemagne et atteint près de deux millions de vues en une semaine (au 27 avril 2020). Depuis, Nguyen-Kim a été invitée dans divers autres formats médiatiques, notamment des émissions-débats télévisées allemandes. Fin mai 2020, lors d'une conversation avec la Deutsche Presse-Agentur, elle appelle à une plus grande connaissance des sources et des médias et a critiqué les théories du complot sur la pandémie de coronavirus. Elle constate également des lacunes dans les sciences naturelles et les travaux scientifiques dans l'enseignement général.

### Famille
Elle est mariée à Matthias Leiendecker et a une fille née en 2020.

## Publications
- Tout est chimie dans notre vie : Du smartphone au café et même aux émotions : la chimie explique vraiment tout! [« Komisch, alles chemisch! »], Paris, humenSciences, 2019 (ISBN 978-2-379-31057-7).
- (de) Die kleinste gemeinsame Wirklichkeit, Munich, Droemer, 2021 (ISBN 978-3-426-27822-2).

## Prix et distinctions
- 2012 : Troisième place à la conférence Falling Walls à Berlin pour sa présentation Breaking the Wall of the Human Cell[21],[22]
- 2014 : Vainqueur de la Slam scientifique[23],[24]
- 2014 : Conférence à la conférence TEDxBerlin en tant que gagnante du concours Spotlight@TEDxBerlin[réf. nécessaire]
- 2015 : Gagnante du Cologne Bullshit Slam[25],[26]
- 2016 : Première place du Web Fast Forward Science pour l'article Trust me, I’m a Scientist, catégorie « Scitainment »[27],[28]
- 2018 : Prix Grimme Online dans la catégorie « Connaissance et éducation » ; Prix du public[29]
- 2018 : Prix Georg von Holtzbrinck pour le journalisme scientifique[30]
- 2018 : Première place du Fast Forward Science dans la catégorie « Substanz » ; Première place au Community Award et au Webvideo Excellence Award[31]
- 2018 : Gagnante du Webvideo Award Germany[32]
- 2018 : Journaliste de l'année dans la catégorie « science » du Medium Magazin[33]
- 2019 : Hanns-Joachim-Friedrichs-Preis[34]
- 2020 : Lauréat du prix Heinz Oberhummer pour la communication scientifique[35],[36]
- 2020 : Goldene Kamera Digital Award dans la catégorie « Best of Information »[37]
- 2020 : UmweltMedienpreis de Deutsche Umwelthilfe dans la catégorie « en ligne » pour la chaîne YouTube maiLab[38].
- 2020 : Journaliste de l'année du Medium Magazin[39]
- 2020 : Prix de l'Académie allemande de télévision dans la catégorie divertissement télévisé pour Quarks[39]
- 2020 : Prix Nannen dans la catégorie « Histoire de l'année » (nommée)[réf. nécessaire]
- 2021 : Prix Grimme pour dans la catégorie « performance journalistique »[40]
- 2021 : Prix Nannen dans la catégorie « Histoire de l'année »[réf. nécessaire]
- 2021 : Médaille Leibniz de l'Académie des sciences de Berlin-Brandebourg[réf. nécessaire]
- 2021 : Prix des journalistes et écrivains de la Société des chimistes allemands[41]
- 2021 : Médaille Theodor Heuss[réf. nécessaire]
- 2021 : Prix de la culture hessoise avec Sandra Ciesek, pour « ses services dans la pandémie de coronavirus »[42]
- 2021 : Médaille d'or des lecteurs de LovelyBooks dans la catégorie non-fiction et guide pour Die kleinste gemeinsame Wirklichkeit[43]

## Décoration
- Chevalier de l'ordre du Mérite de la République fédérale d'Allemagne (2020)[44]